# Dale Carter
Dale Lavelle Carter (Covington, 28 novembre 1969) è un ex giocatore di football americano statunitense che ha giocato nel ruolo di cornerback nella National Football League. Fu scelto come 20º assoluto nel Draft NFL 1992 dai Kansas City Chiefs. Al college ha giocato a football all'Università del Tennessee.

## Carriera professionistica
Carter fu scelto nel corso del primo del Draft 1992 dai Kansas City Chiefs. Nella sua prima stagione fece registrare 7 intercetti e 11 passaggi deviati, venendo premiato come rookie difensivo dell'anno. Giocò sei stagioni a Kansas City in cui brillò in campo, venendo convocato per quattro Pro Bowl, ma ebbe numerosi problemi al di fuori di esso. Nel 1999 firmò un contratto quadriennale del valore di 22,8 milioni di dollari coi Denver Broncos che lo rese il defensive back più pagato della lega. Dopo una cattiva annata, fu sospeso per l'intera stagione 2000 per abuso di sostanze vietate, venendo svincolato prima della stagione 2001. In seguito giocò per Minnesota Vikings, New Orleans Saints e Baltimore Ravens, ritirandosi dopo la stagione 2005.

## Palmarès
- Convocazioni al Pro Bowl: 4

1994, 1995, 1996, 1997
- All-Pro: 2

1995, 1996
- Rookie difensivo dell'anno - 1992
- PFWA All-Rookie Team - 1992

## Statistiche
| Tackle     | 434 |
| Sack       | 1,0 |
| Intercetti | 24  |

## Vita privata
È padre della safety Nigel Warrior dei Seattle Seahawks.